# Pizza Meter
El «Pizza Meter» (en español: Pizzómetro) es un término utilizado para describir cómo el aumento de los pedidos de pizza de oficinas del gobierno federal de los Estados Unidos, como la Casa Blanca o El Pentágono, puede ser indicativo de importantes acontecimientos políticos o militares. El concepto se basa en observaciones empíricas y ha sido mencionado en varios medios de comunicación como un posible predictor de crisis.
El fenómeno es parte de un conjunto más amplio de métodos de inteligencia no convencionales, agrupados en varias subcategorías de inteligencia de fuentes abiertas (OSINT).

## Origen y desarrollo
La idea de que un aumento en los pedidos de pizza podría indicar una actividad gubernamental significativa surgió por primera vez durante la Guerra Fría, cuando se observó que grandes volúmenes de entregas de pizza a instalaciones clave como la Agencia Central de Inteligencia (CIA) y el Departamento de Estado de los Estados Unidos coincidían con momentos de crisis internacionales. Se cree que los funcionarios soviéticos monitorearon estas órdenes como indicadores de movimientos estratégicos estadounidenses.
Este fenómeno fue descrito en detalle por Mark M. Lowenthal, experto en inteligencia y seguridad nacional, en su libro Intelligence: From the Secrets of Politics. Lowenthal introduce el término 'PIZZINT' (Pizza Intelligence), dentro del marco más amplio de 'OSINT' (Open-Source Intelligence), que hace referencia al análisis de la información disponible públicamente.

### Origen del término «Pizza Meter»
Frank Meeks, propietario de la franquicia de Washington D. C. de Domino's Pizza , con 45 restaurantes, comenzó a notar un aumento en los pedidos de pizza de las oficinas gubernamentales de los Estados Unidos (como el Pentágono) justo antes de un anuncio importante de la Casa Blanca. El público denominó el fenómeno «Pizza Meter», aunque poco después de que se diera a conocer la información, las oficinas gubernamentales dejaron de comprar pizza de una sola vez en Domino's en Washington D. C., y comenzaron a pedir pizza en horarios separados o en diferentes pizzerías.

## Incidentes notables
Justo antes de la invasión de Granada en 1983 y la invasión de Panamá en 1989, las entregas de pizza de Domino's aumentaron dramáticamente, y las entregas realizadas por Domino's justo antes de la invasión de Panamá en particular aumentaron en un 25%.
La noche del 1 de agosto de 1990, víspera de la invasión de Kuwait, el personal militar del Pentágono se reunió para discutir cuestiones de Oriente Medio. Como planeaban quedarse despiertos toda la noche discutiendo, pidieron varias pizzas más de lo habitual en Domino's. En total, esa noche se realizaron quince entregas de pizza de Domino's, y 101 entregas de pizza se realizaron durante la semana anterior a la invasión. Además, ese mismo día, entre las 20:00 y las 02:00 horas, se entregaron en la Casa Blanca cincuenta y cinco pizzas, muchas más de las que se pedían normalmente.
El 21 de agosto de 1991 se entregó una cantidad récord de pizzas al Pentágono y a la Casa Blanca, en pleno intento de golpe de Estado en la Unión Soviética. Este incidente superó el récord anterior durante la invasión de Kuwait, lo que sugiere que el aumento de los pedidos de pizza puede reflejar la preparación para la gestión de crisis.
El 17 de noviembre de 1995 se produjo un fenómeno conocido localmente como «noche de pizza», que años después acabaría desencadenando el escándalo Lewinsky.
El 13 de abril de 2024, Irán lanzó un ataque con drones y misiles contra Israel, en represalia por un ataque israelí a un anexo del consulado iraní en Siria el 1 de abril. Esa noche se observó un inusual aumento en los pedidos de pizzas en Estados Unidos, especialmente en cadenas ubicadas cerca de importantes sedes gubernamentales como el Pentágono y la Casa Blanca.
Este incremento coincidió con la saturación de actividad en las pizzerías locales, según informó en Twitter el usuario @donald_PL_. El usuario compartió capturas de pantalla de Google Maps que mostraban una actividad elevada en las ubicaciones de Papa John's Pizza y Extreme Pizza en Washington D. C. alrededor de las 6:00 p. m. hora local, coincidiendo con el momento del ataque de Irán a Israel. Este usuario describió el «Pizza Meter» como un indicador que «evalúa la participación de Estados Unidos en las crisis globales en función de la afluencia de público a las pizzerías locales».

## Impacto y consecuencias
Varios artículos periodísticos han hecho referencia al «Pizza Meter» como un instrumento útil para predecir crisis. Informes periodísticos que notaron la relación entre los pedidos de pizza y los eventos de crisis han tenido un impacto cultural y operativo dentro de las agencias gubernamentales. Por ejemplo, el Pentágono ha modificado sus opciones internas de comida para incluir cadenas de comida rápida capaces de ofrecer servicio durante horarios extendidos, en respuesta a la necesidad de comida disponible durante emergencias nocturnas.